# Die Geschichte des Leutnants Jergunow

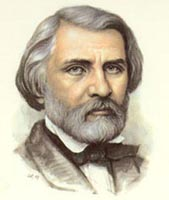
Iwan Turgenew im Jahr 1859

Die Geschichte des Leutnants Jergunow (russisch История лейтенанта Ергунова,  Istorija leitenanta Jergunowa) ist eine Novelle des russischen Schriftstellers Iwan Turgenew, die 1867 entstand und 1868 im Januarheft des Moskauer Russki Westnik (Bd. 73) erschien.
1869 kam die Übertragung ins Deutsche unter dem Titel Das Abenteuer des Lieutenants Jergunow bei E. Behre in Mitau heraus.

## Inhalt
Der verstorbene Leutnant Kusma Wassiljewitsch Jergunow hatte seine Geschichte im Freundeskreis zu Lebzeiten beinahe jeden Monat einmal erzählt. Der anonyme Erzähler, der immer gerne zugehört hatte, weiß also bestens Bescheid. Die Geschichte war in einem Frühjahr um 1825 in Nikolajew passiert, als der damals 25-jährige Edelmann Jergunow in der Marine als Leutnant gedient und in deren Auftrag einige Hafenbauten beaufsichtigt hatte. Dieser Dienst in der 19. Schwarzmeerbesatzung hatte es mit sich gebracht, dass Jergunow des Öfteren mit größeren Summen Bargeldes hantieren musste. Der zuverlässige, vorsichtige Jergunow hatte die Geldscheine stets in einem Ledergürtel direkt auf dem Leib getragen. Bei allen hervorragenden Charaktereigenschaften war diesem Offizier die Zuneigung zu zwei hübschen jungen Mädchen zum Verhängnis geworden. Ein gewisser Räuber Luigi aus Bukarest hatte das Bargeld gestohlen und Jergunow eine Schnittwunde von einem Ohr zum andern zugefügt. Jergunow hatte überlebt. Im Einzelnen hatte sich die Geschichte so zugetragen:
Als Jergunow nach Dienstschluss in Nikolajew auf dem Wege in seine Wohnung ist, lockt ihn die angeblich 19-jährige schöne Friederike Bengel aus Breslau in die Behausung ihrer Tante, der Madam Fritsche. Friederike, eine „Mitarbeiterin“ Luigis, gibt vor, sie sei Emilie Karlowna aus Riga und sie besuche gerade ihre Tante, die auch aus Riga stamme. Alles Lüge – Madam Fritsche ist Frau Schmulke, hat ihre Wohnung für eine begrenzte Zeit gemietet und steckt mit Luigi ebenfalls unter einer Decke. Friederike bezirzt Jergunow; nennt ihn Florestan. Als der vertrauensselige Leutnant einmal, erschöpft vom Dienst, für ein Weilchen bei Friederike auf dem Sofa ruht, trennt die geschickte Näherin seinen Geldgürtel für ein paar Zentimeter auf. Allerdings erwacht Jergunow über der heimlichen Schneiderarbeit, schöpft aber keinen Verdacht.
Da fährt Luigi ein zweites Geschütz auf. Friederike wird aus dem Rennen genommen. Luigi hat aus Bukarest die kleine schlanke Kolibri mitgebracht; angeblich die 17-jährige Schwester Friederikes. Jergunow lässt sich nun von der Rumänin einwickeln. Kolibri betäubt den Leutnant mit einer Tasse vergifteten Kaffees. In seinem Rausche meint Jergunow, er fahre mit seiner neuen Zukünftigen, der Türkin Kolibri, zur Vermählung nach Zargrad.
Dabei wird der Leutnant von Luigi beraubt, „ermordet“ und im Gebüsch zwei Kilometer hinter Nikolajew an der Landstraße nach Cherson liegengelassen. Jergunow wird tags nach der Untat von einem Hirten gefunden und überlebt den oben erwähnten fürchterlichen Schnitt Luigis. Nach fünf Wochen Bewusstlosigkeit kommt der Leutnant am 22. Juli zu sich. Die Verbrecherbande ist bereits am 20. Juni, wenige Tage nach der Tat, ausgeflogen und ward in Nikolajew nicht mehr gesehn. Allerdings hatte Friederike ihrem „unvergleichlichen“ Florestan viel später noch einen Brief aus Breslau geschrieben und dem Marineleutnant ihre immerwährende Liebe versichert.

## Deutschsprachige Ausgaben
Verwendete Ausgabe:
- Die Geschichte des Leutnants Jergunow, S. 287–331 in: Iwan Turgenew: Gesammelte Werke. Bd. 5. Novellen. Herausgegeben und aus dem Russischen übertragen von Johannes von Guenther. 365 Seiten. Aufbau-Verlag, Berlin 1952

## Anmerkung
1. ↑  Im selben Heft begann übrigens Dostojewski mit der Veröffentlichung seines Idioten (russ. Der Idiot, Teil 1, Kapitel 1–7).